# Radio Midland
Radio Midland, voorheen Midland FM was de eerste en oudste streekomroep van Nederland en zond uit in de gemeenten Renswoude, Scherpenzeel, Veenendaal, Woudenberg.

## Historie
In 1984 vond een groep Veense jongeren het tijd voor een eigen radiostation naast Hilversum 3. In de roerige jaren '80 kende het Nederlandse radiolandschap enkel de Hilversumse radiostations en talrijke vrije radiozenders.
De jongeren richten Midland Radio Veenendaal op en zonden uit op de frequentie FM 91,2 MHz. In de beginfase hing de zendmast in een boom in de bossen van kasteel Prattenburg, later stond de mast op een fabriek in Veenendaal. De studio was in een kelderbox aan de Jan Steenlaan. De luistercijfers waren goed in die tijd, ze benaderden die van Hilversum 3.
Naast Midland kende Veenendaal nog enkele lokale radiozenders met namen als Radio Blauwkous, Stilok, LOV en Qbus Radio. Nadat de rijksoverheid het eind jaren '80 mogelijk maakte om een publieke, lokale omroep groeide die interesse ook in Veenendaal. De diverse radiostations gingen in 1992 samen onder de naam Vallei FM.
Omdat de naam Midland daarmee uit de ether zou verdwijnen besloten de medewerkers om in Renswoude een zendvergunning aan te vragen. In 1994 kwam het verlossende antwoord en sindsdien is het radiostation onder de naam Midland FM weer in de ether te ontvangen.
Na het stoppen van Vallei FM in 1998 besloten Midland en Stilok gezamenlijk de zendvergunning voor Veenendaal aan te vragen. Sindsdien is Midland FM in Veenendaal te ontvangen op FM 104.9 MHz. Na een aantal slechte jaren en een dreigend faillissement fuseerden de stichtingen SLOMN (Midland) en RTVV (Midland en Stilok) in 2018. Daarmee is Midland FM nu de officiële lokale omroep van Veenendaal en levert Stilok enkele programma's aan die via Midland worden uitgezonden.
In de zomer van 2021 wordt de naam Midland FM verandert in Radio Midland.
In november 2022 besloot het Commissariaat voor de Media de zendmachtigingen voor Radio Midland aan een andere media organisatie toe te wijzen. Op 31 december 2022 worden de zenders uitgeschakeld en verdwijnt Radio Midland van de FM.

## Heden
Vanaf 1 januari 2023 is Radio Midland alleen nog als online webstation te ontvangen. 

## Televisiezender

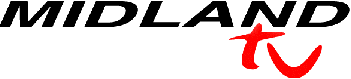
Logo van Midland TV

Tussen 2000 en 2006 had Midland FM ook een televisieafdeling genaamd Midland TV. Deze was te ontvangen in Veenendaal, Renswoude, Scherpenzeel, Woudenberg en Maarn. Aangezien bij Midland FM de tijd niet beschikbaar was, werd de exploitatie van de kabelkrant uitbesteed aan Nens, een klein bedrijf in Veenendaal. De zender was echter geen succes, waarna het bestuur van Midland FM in de loop van 2006 besloot de samenwerking met Nens op te zeggen.
De zender in Veenendaal ging verder als Veenendaal Journaal, de overige zenders heten sindsdien Dorp en streek tv.
Anno 2019 zijn beide tv stations niet meer te ontvangen en blijft het beeld daarmee op zwart.

## Lijst van bekende oud medewerkers
- Barend van Deelen
- Robert Denneman
- Hans van den Hoorn
- Laurens van de Kraats
- Erik van Roekel
- Nicky Romero
- Jan-Willem Roodbeen
- Herbert Visser
- Herman Vriend